# Martin Bangemann
Martin Bangemann (Wanzleben, Alemanya, 15 de novembre de 1934) és un advocat i polític alemany, que fou líder del Partit Democràtic Lliure (FDP) i Vicepresident de la Comissió Europea entre el gener de 1988 i el gener de 1995.

## Biografia
Va néixer el 15 de novembre de 1934 a la població de Wanzleben, situada a l'estat alemany de Saxònia-Anhalt. Va estudiar dret a la Universitat de Tübingen i la Universitat de Múnic, on es va doctorar el 1962.

## Activitat política
Membre del Partit Democràtic Lliure (FDP) l'any 1973 fou nomenat membre del Parlament Europeu dins l'Aliança dels Liberals i Demòcrates per Europa, càrrec que va mantenir fins al 1984. Aquell any retornà a la política nacional del seu país per esdevenir secretari general i líder del FDP entre 1985 i 1988 i formar part del govern del canceller Helmut Kohl, que el nomenà Ministre d'Economia i Finances entre 1984 i 1988.
L'any 1989 abandonà la política nacional per esdevenir Comissari Europeu en la Comissió Delors II, fent-se càrrec d'una vicepresidència i esdevenint Comissari Europeu del Mercat Interior i d'Empresa i Indústria. En la formació de la Comissió Delors III mantingué els seus càrrecs de vicepresident, Comissari de Mercat Interior i Indústria, als quals afegí el de Política de la Informació. En la formació l'any 1995 de la Comissió Santer i l'any 1999 de la Comissió Marín mantingué els càrrecs de Comissari d'Indústria i Empresa així com el de la Política de Comunicació.

### Polèmica
L'1 de juliol de 2000 fou nomenat executiu de la companyia espanyola de telecomunicacions Telefònica. El seu nomenament en aquesta companyia creà controvèrsia dins la Unió Europea per la possible aparició de conflicte d'interessos amb el seu anterior càrrec com a comissionat de telecomunicacions dins la UE. La demanda interposada per la mateixa UE fou anul·lada quan Bangemann va prometre no començar a treballar per a un tercer abans del 2001. Des de juliol d'aquest any ha estat membre de la junta directiva de Hunzinger Information Ag.